# Виртанен, Джейк
Джейк Вирта́нен (англ. Jake Virtanen; род. 17 августа 1996, Нью-Уэстминстер, Британская Колумбия) — канадский хоккеист финского происхождения, крайний нападающий. Победитель молодёжного чемпионата мира 2015 года в составе сборной Канады.

## Карьера

### Юниорская
На драфте WHL в 2011 году, команда «Калгари Хитмен» выбрала игрока под общим 1-м номером. В своём дебютном сезоне за «Калгари», Виртанен провёл 9 матчей в которых набрал 4 (3+1) очка. Сезоны 2012/13 и 2013/14 он полностью провёл в составе «Хитмен».

### Профессиональная
На драфте НХЛ 2014 года был выбран под общим 6-м номером клубом «Ванкувер Кэнакс». 25 июля 2014 года, «Кэнакс» подписали с игроком контракт новичка. Основную часть сезона 2014/15 провёл в WHL за свой прежний клуб «Калгари Хитмен». 5 мая 2015 года, «Ванкувер» отправил игрока в свой фарм-клуб из Американской хоккейной лиги «Ютика Кометс».
В сезоне 2015/2016 дебютировал в составе «Ванкувер Кэнакс». Свой первый матч в НХЛ провёл 13 октября 2015 года против «Лос-Анджелес Кингз», а первые очки набрал 27 октября 2015, отдав результативную передачу в матче против «Монреаль Канадиенс». 2 ноября 2015 забил свою первую шайбу в НХЛ.
1 мая 2021 года Виртанен был отстранён «Ванкувером» от игр, после обвинений игрока в сексуальных домогательствах, а в межсезонье клуб выставил игрока на драфт отказов с целью выкупа контракта. За шесть сезонов в «Ванкувере» провёл 333 матча чемпионата и плей-офф, набрав 103 очка (57 голов + 46 передач).
7 сентября 2021 года заключил контракт на один сезон с московским «Спартаком», выступающим в КХЛ. 7 марта 2022 года хоккеист покинул расположение клуба.
19 сентября 2022 года подписал просмотровый контракт с «Эдмонтон Ойлерз», однако после проведённого тренировочного лагеря клуб не стал предлагать игроку полноценный контракт. 7 ноября подписал двухлетнее соглашение с клубом «Фисп», выступающим во второй по силе хоккейной лиги Швейцарии. В начале 2023 года клуб расторг контракт с игроком, а 14 февраля Виртанен до конца сезона подписал контракт с клубом немецкой лиги «Фиштаун Пингвинз».

### Международная
На международном уровне представляет Канаду. В составе юниорской сборной, становился победителем Мемориала Глинки 2013 года и бронзовым призёром юниорского чемпионата мира 2014. В составе молодёжной сборной стал победителем чемпионата мира среди молодёжи 2015 года. Также участвовал на молодёжном чемпионате мира 2016, где сборная Канады заняла лишь шестое место.

## Вне льда
Весной 2021 года был обвинён в сексуальных домогательствах. 26 июля 2022 года суд присяжных признал Виртанена невиновным.

## Статистика
| Легенда | Легенда                    | Легенда | Легенда                   | Легенда | Легенда    |
| ------- | -------------------------- | ------- | ------------------------- | ------- | ---------- |
| И       | Количество проведённых игр | Штр     | Штрафное время            | +/−     | Плюс-минус |
| Г       | Голы                       | П       | Голевые передачи          | О       | Очки       |
| -       | Статистика неизвестна      | —       | Статистика не учитывалась |         |            |